# Macrostylophora phillipsi
Macrostylophora phillipsi är en loppart som först beskrevs av Jordan 1925.  Macrostylophora phillipsi ingår i släktet Macrostylophora och familjen fågelloppor. Inga underarter finns listade i Catalogue of Life.